# Oak Ridge Cemetery
L'Oak Ridge Cemetery è un cimitero americano a Springfield, nell'Illinois.
La tomba di Lincoln, dove riposano Abraham Lincoln, sua moglie e tutti i loro figli tranne uno, si trova qui, così come le tombe di altre figure di spicco dell'Illinois. Pertanto, è il secondo cimitero più visitato negli Stati Uniti, dopo il Cimitero nazionale di Arlington. Inaugurato nel 1860, era il terzo ed è ora l'unico cimitero pubblico di Springfield, dopo il City Cemetery e l'Hutchinson.
Il cimitero è stato progettato da William Saunders nello stile Rural Cemetery Landscape Lawn. Il luogo è stato scelto per la sua topografia. Le numerose querce coprono un crinale che confina con lo Spring Creek, un paesaggio insolito nell'Illinois centrale. La sezione più recente, a sud-ovest, è stata aperta dopo il 1945. Il suo design segue lo stile del Memorial Park, in cui le strade sono sufficientemente larghe per i veicoli a motore.
L'Oak Ridge ha un memoriale della guerra di Corea, il World War II Illinois Veterans Memorial e l'Illinois Vietnam Veterans Memorial. Lo  Springfield and Central Illinois African-American History Museum è adiacente al cimitero.

## Sepolture celebri
- William Henry Bissell
- Jacob Bunn
- John Whitfield Bunn
- Daniel Pope Cook
- John Cook
- Shelby Moore Cullom
- Jesse K. Dubois
- Ninian Edwards - Unico governatore del Territorio dell'Illinois
- William Lee D. Ewing
- Nellie Grant – Figlia del Presidente Ulysses S. Grant
- William Herndon
- Elijah Iles
- William Jayne
- John L. Lewis - Presidente dell'United Mine Workers dal 1919 al 1960
- Abraham Lincoln – Sedicesimo Presidente degli Stati Uniti
- Mary Todd Lincoln – Moglie di Abraham
- Fleetwood Lindley – Ultima persona ad aver visto la faccia di Lincoln nel settembre 1901
- Vachel Lindsay
- John Alexander McClernand
- Alfred Orendorff
- John Carroll Power – Primo custode della tomba di Lincoln
- Alexander Starne – Segretario di Stato dell'Illinois e Tesoriere dell'Illinois
- John T. Stuart – Membro del Congresso degli Stati Uniti, avvocato, partner legale di Abraham Lincoln
- John Riley Tanner
- Arthur Harrison Wilson - Soldato decorato con la Medal of Honor

## Galleria d'immagini

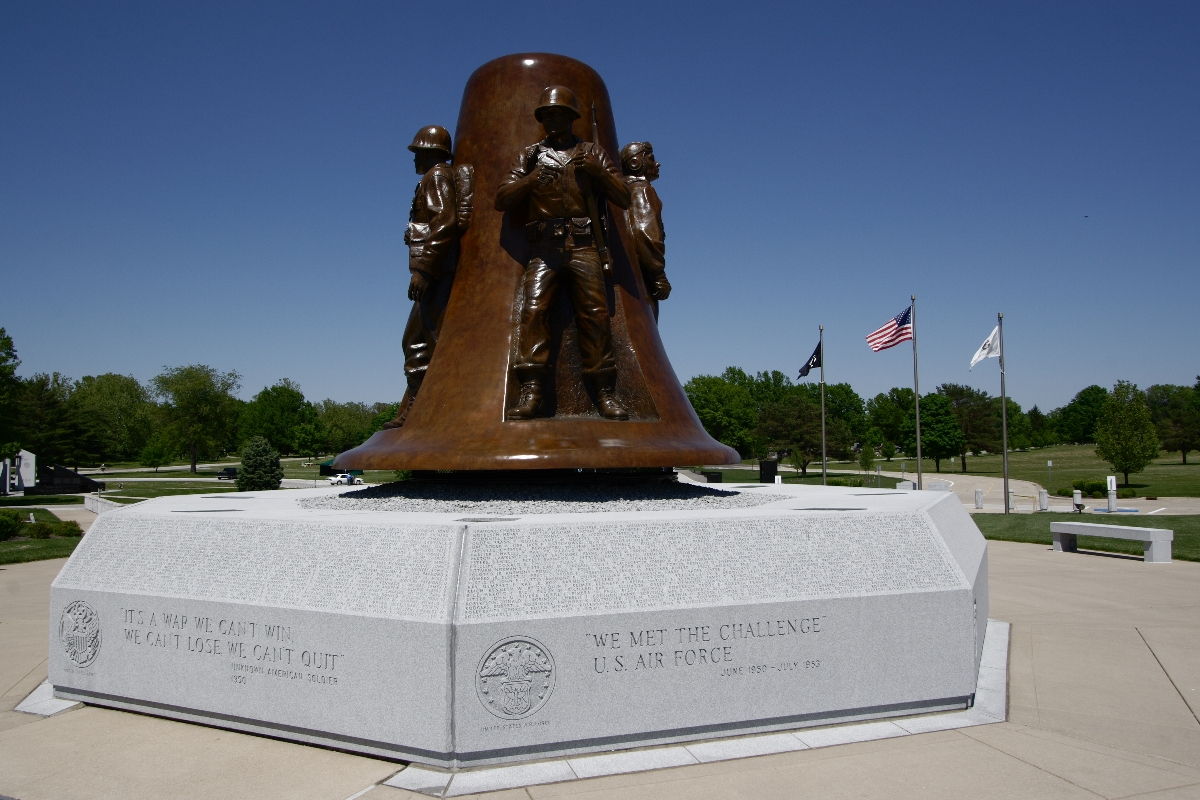
Memoriale della Guerra di Corea
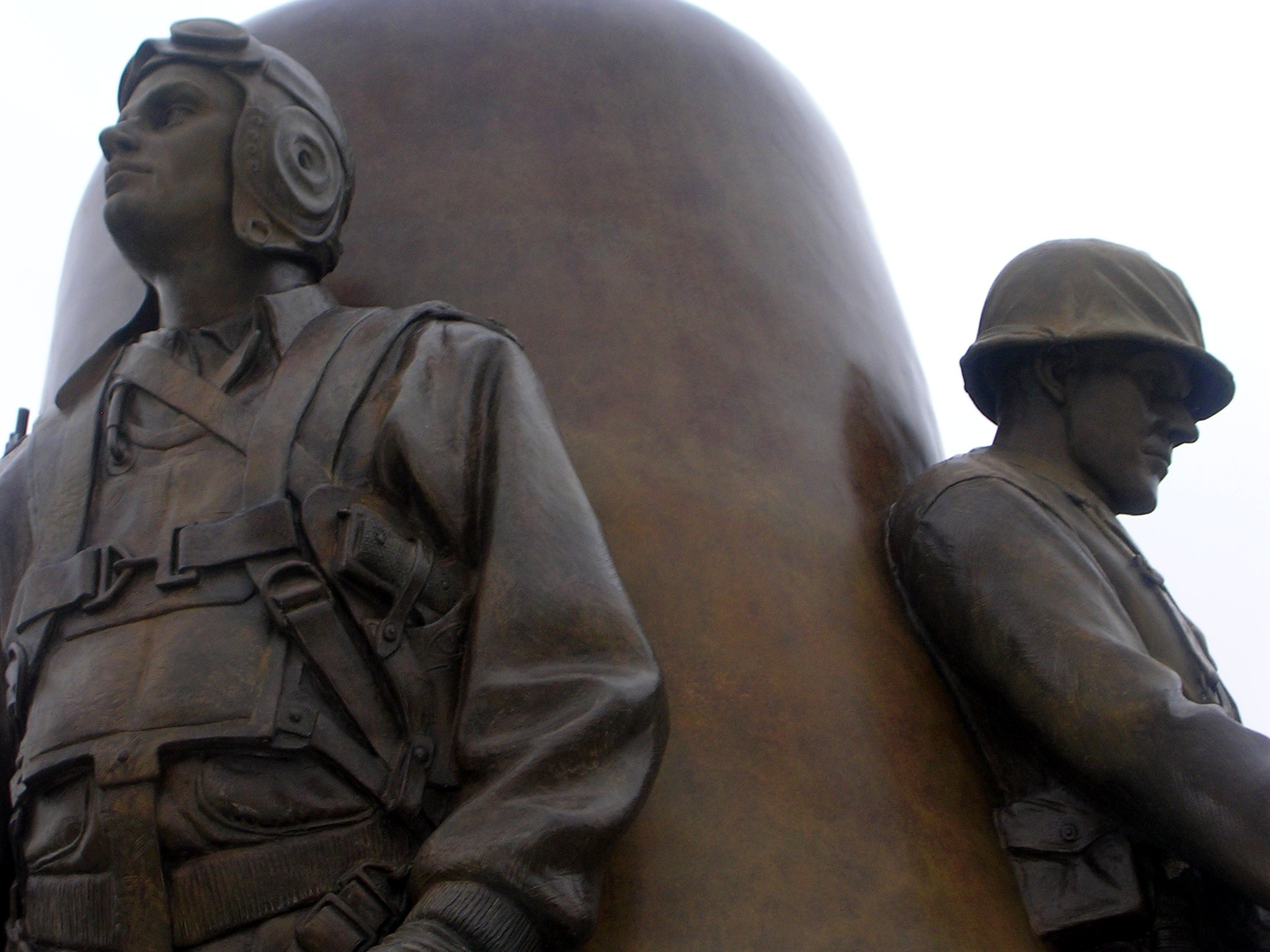
Primo piano del memoriale della guerra di Corea
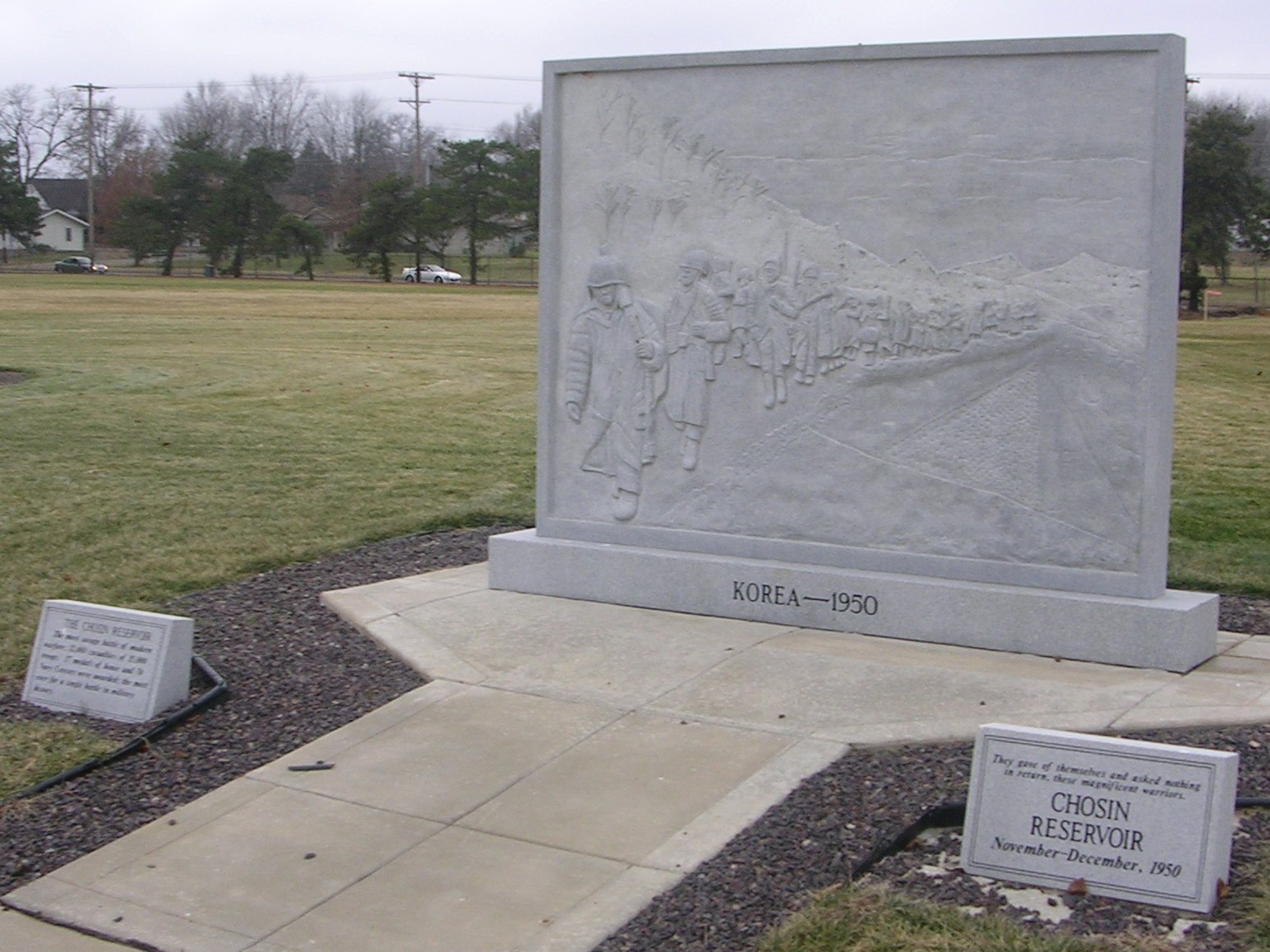
Battle of Chosin Reservoir Memorial
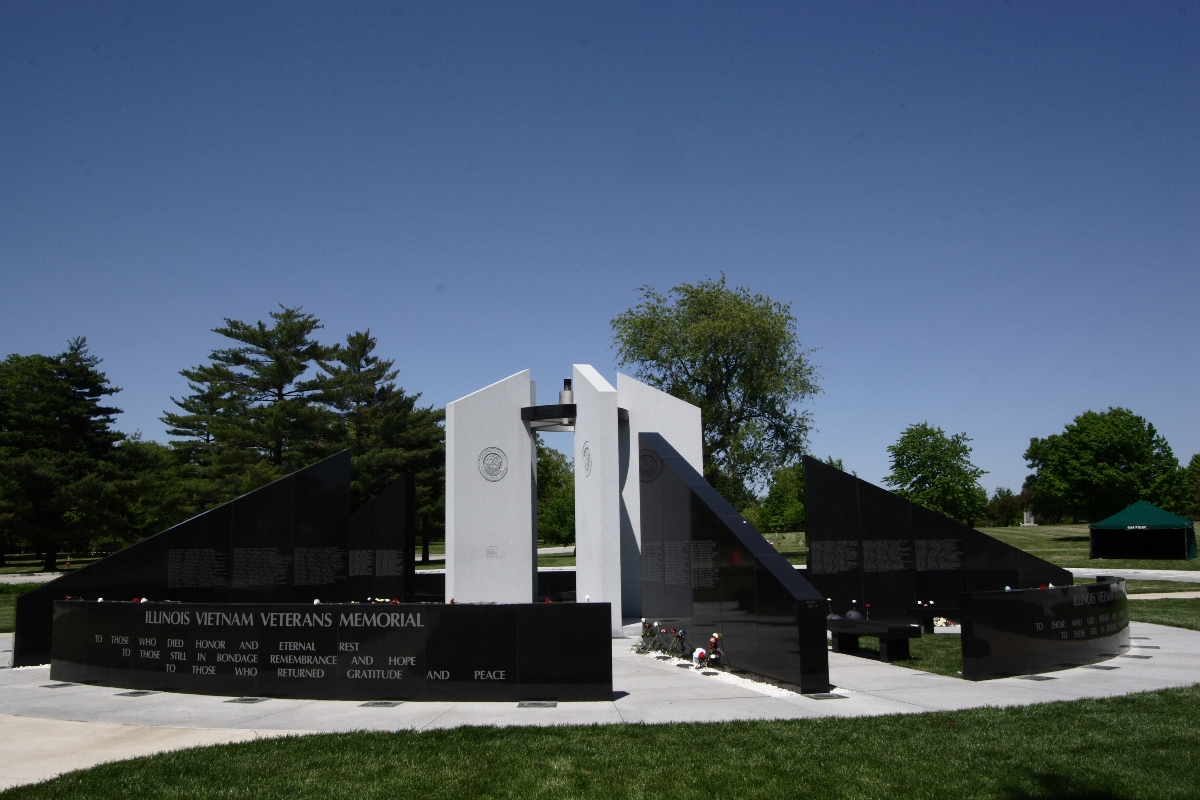
Illinois Vietnam Veterans Memorial
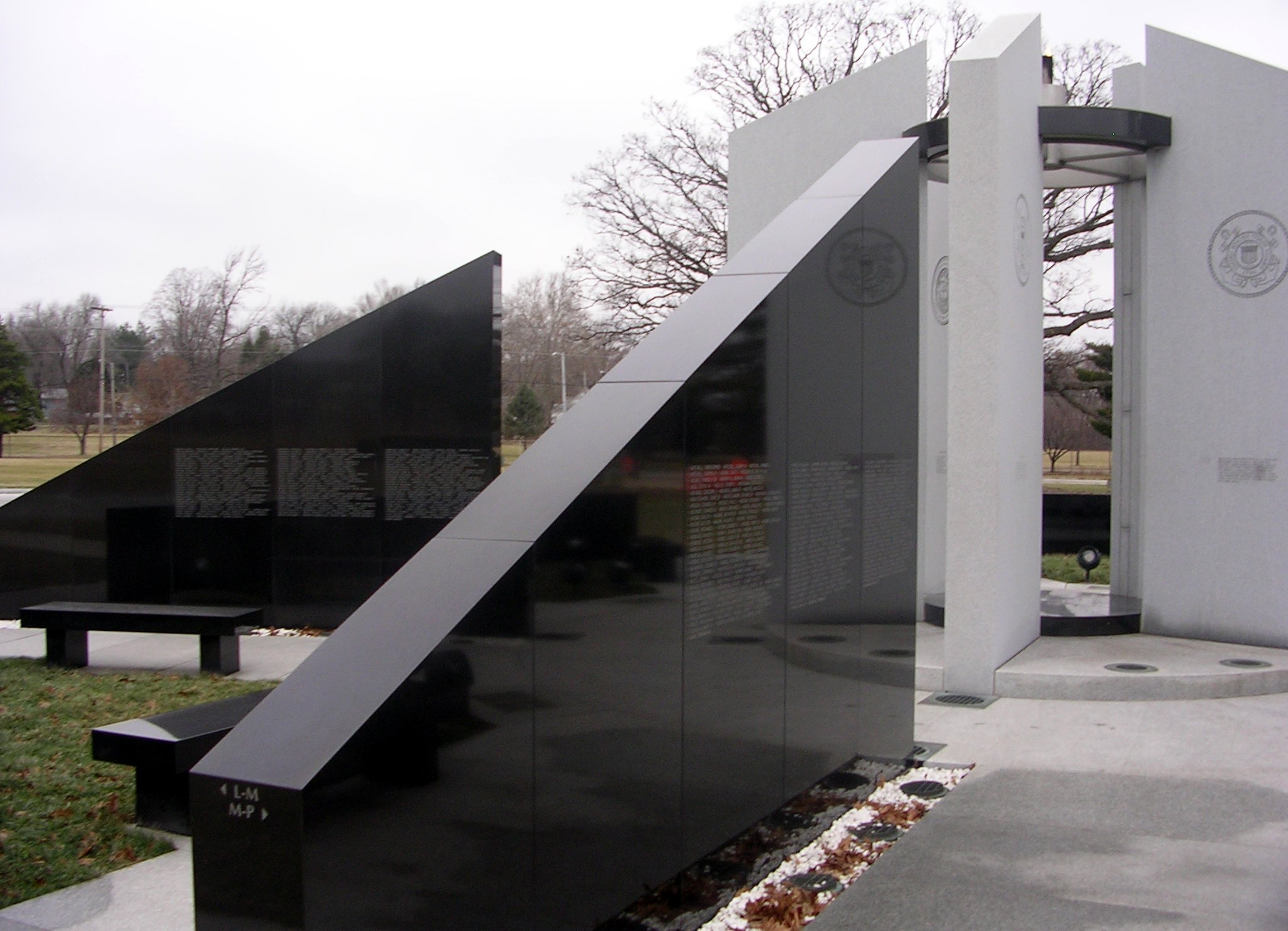
Vietnam War Memorial close up
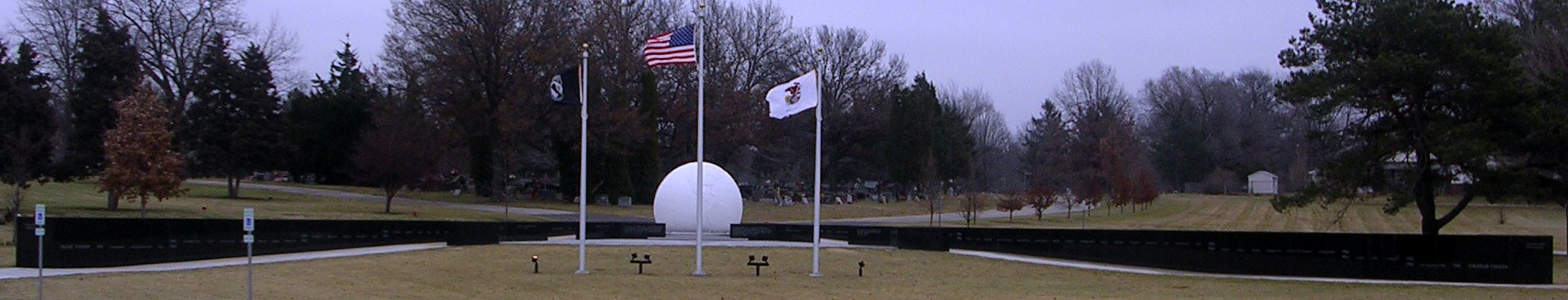
Memoriale della seconda guerra mondiale
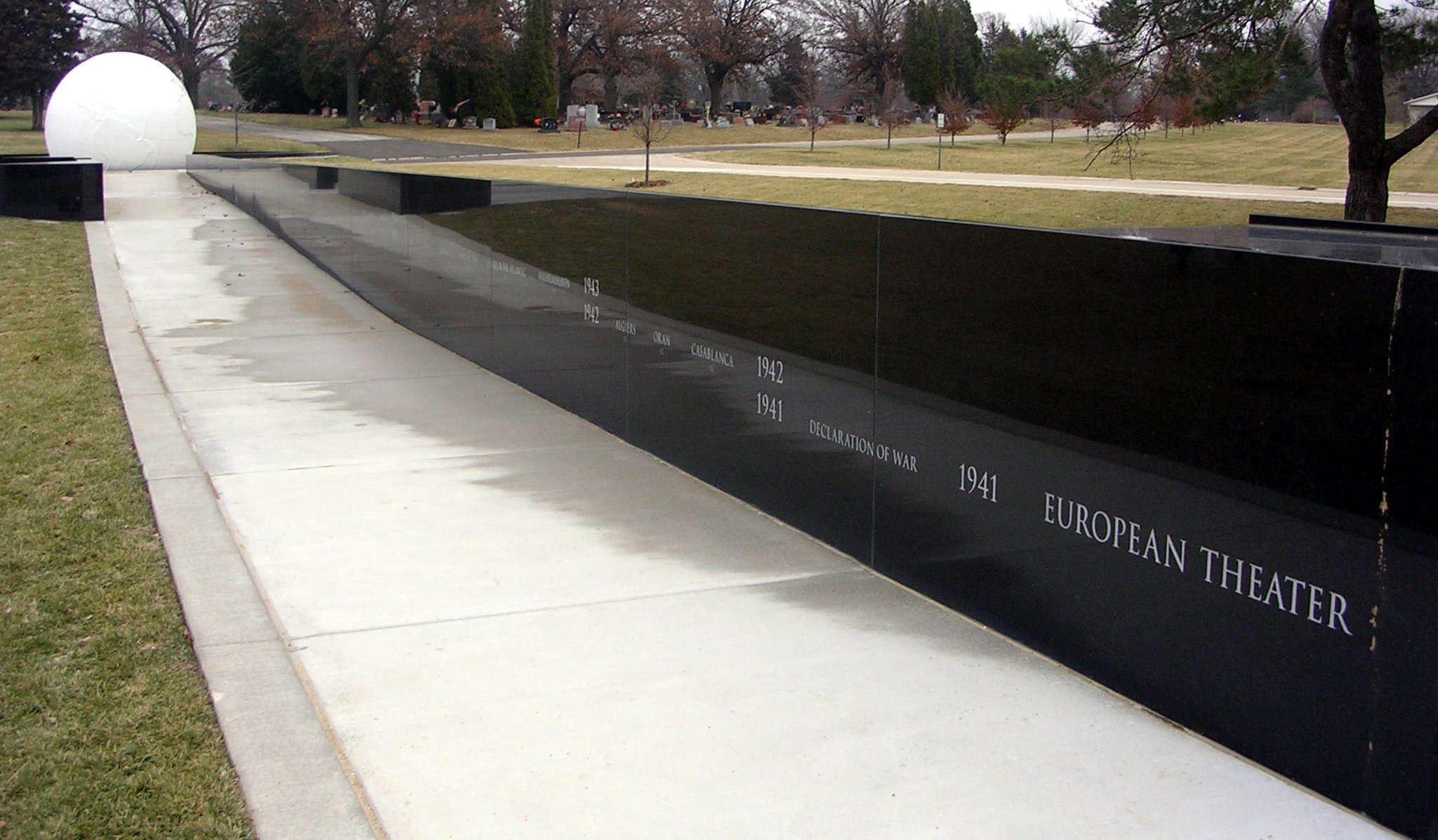
The European Theater side of the World War II Memorial
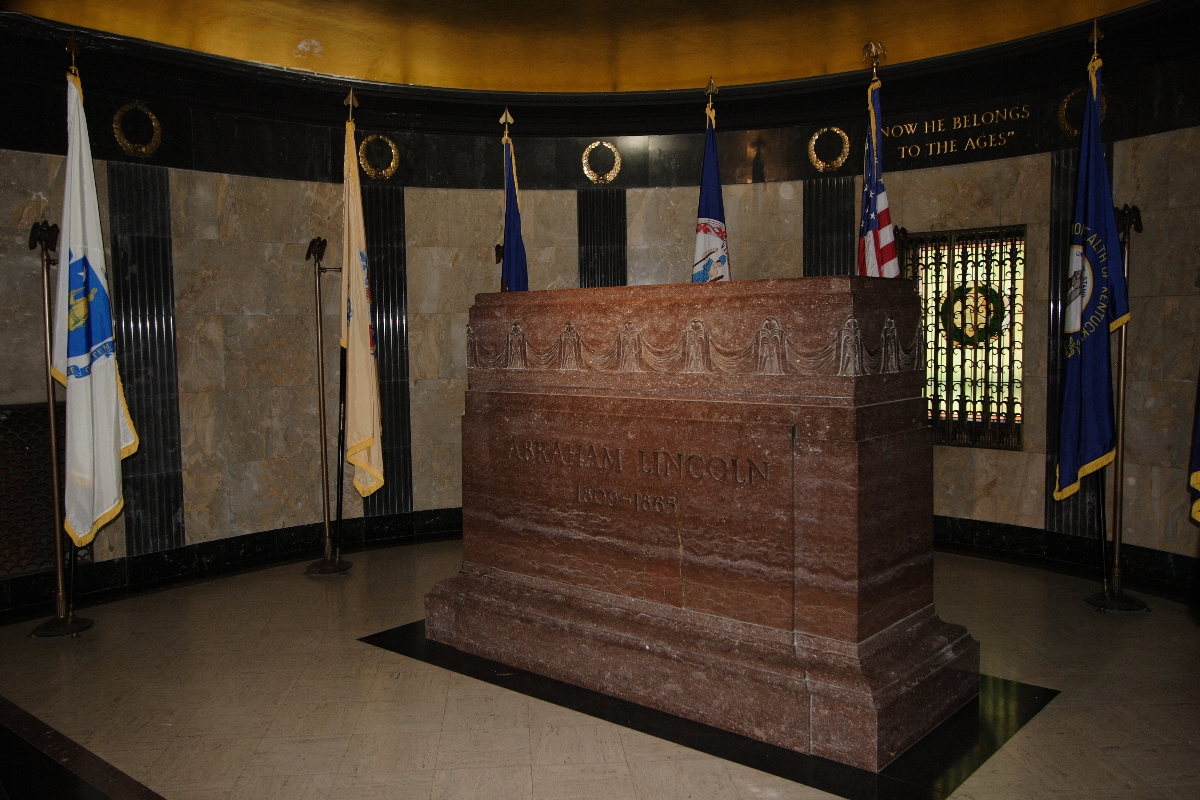
Sala funeraria della tomba di Lincoln
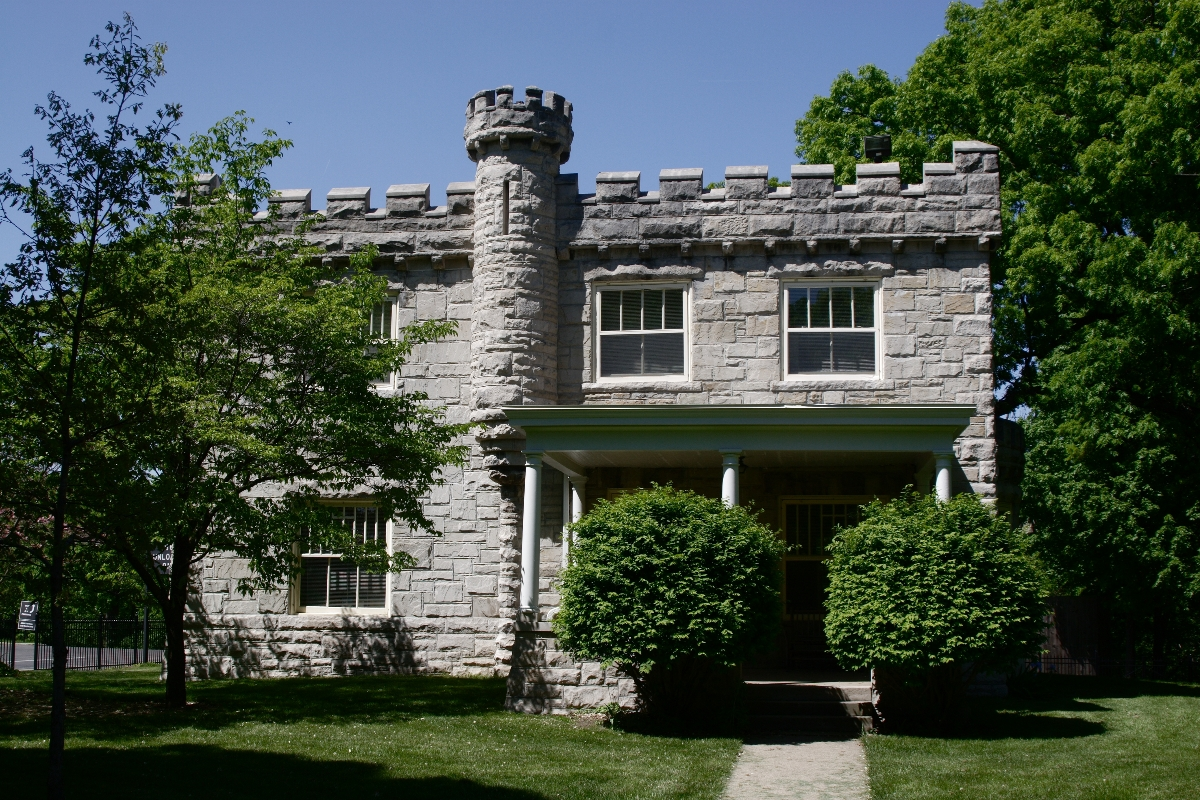
Residenza del custode della tomba di Lincoln
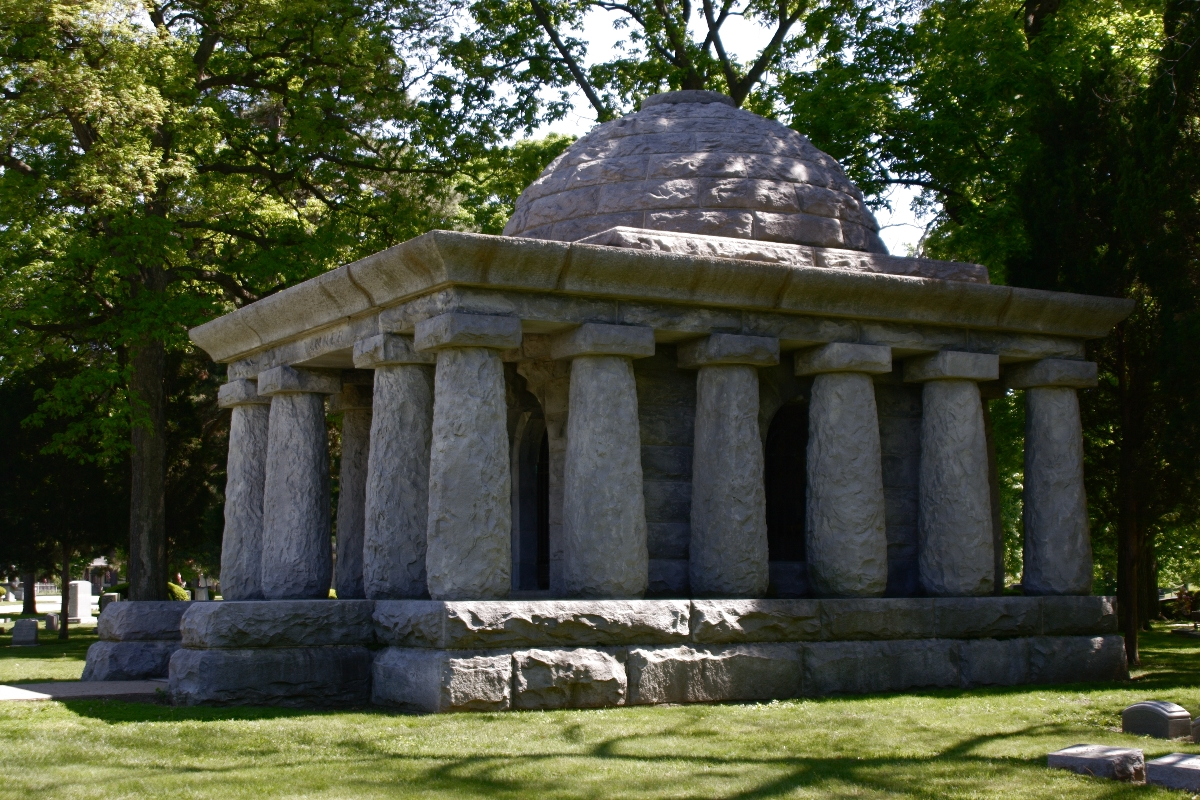
Tomba del governatore John Riley Tanner